# Hymenocoris formicinus
Hymenocoris formicinus är en insektsart som beskrevs av Philip Reese Uhler 1892. Hymenocoris formicinus ingår i släktet Hymenocoris och familjen Enicocephalidae. Inga underarter finns listade i Catalogue of Life.